# Teagueia teaguei
Teagueia teaguei är en orkidéart som först beskrevs av Carlyle August Luer, och fick sitt nu gällande namn av Carlyle August Luer. Teagueia teaguei ingår i släktet Teagueia och familjen orkidéer. Inga underarter finns listade i Catalogue of Life.